# Heinz Stöber
Heinz Stöber (* 2. März 1920; † 31. Januar 1982) war ein deutscher Schrittmacher im Radsport.
Seit Beginn der 1960er Jahre fuhr der gelernte Autoschlosser für den Berliner TSC bzw. die BSG Post Berlin als Schrittmacher auf Sommer- und Winterbahnen. Er feierte Erfolge mit Stehern wie Manfred Klieme, Karl Kaminski und Wolfgang Schmelzer. Im Gespann mit Wolfgang Schmelzer gewann Heinz Stöber von 1969 bis 1972 viermal in Folge die DDR-Stehermeisterschaft. Am 2. März 1973 feierte er seinen 53. Geburtstag und gewann mit Wolfgang Schmelzer in der Werner-Seelenbinder-Halle die Internationale Stehermeisterschaft von Berlin. In diesem Rennen feierte er insgesamt sieben Erfolge. 
Stöber war auch als Funktionär und Organisator von Radrennen tätig.
Stöber übernahm 1972 die Leitung der Gaststätte „Clubhaus der Naturfreunde“ in Schmöckwitz am Krossinsee. Durch eine langwierige Krankheit wurde Heinz Stöber später zum Invalidenrentner. Er starb im Alter von 61 Jahren.